# 三遊亭一朝
三遊亭 一朝（さんゆうてい いっちょう）は、落語家の名跡。過去に3、4人ほど確認されている。
- 三遊亭一朝 - 後∶三遊亭圓寿
- 三遊亭一朝 - 1889年発行の『雪月花一題噺』、1891年・1892年の番付に名前が見えるのみ。本名などの詳細は一切不明。
- 三遊亭一朝 - 後∶十二代目田辺南鶴
- 三遊亭一朝 - 三遊一朝として知られる。本項にて詳述。

三遊 一朝（さんゆう いっちょう、1846年ないし1847年（嘉永元年、逆算） - 1930年11月17日）は、武蔵国所沢出身の落語家。本名∶倉片 省吾。実弟は同じく落語家で弟弟子の三遊亭圓鶴。

## 経歴
武州所沢名主倉片助右衛門の三男に生まれる。八王子に住む倉片家の親戚の娘が、巡業に来た後の五代目林家正蔵に惚れ、追いかけて所沢まで来たのを見て、「噺家は女にモテる」と思い、その道に進むことを決意する。
慶応の初期に三遊亭圓朝に入門し、勢朝と名乗る。明治初年ころに三代目橘家圓蔵に改名し二ツ目昇進。勢朝の名は後に実弟圓鶴が圓朝の下に入門時に名乗った。
1874年から1875年ころに初代三遊亭小圓朝に改名して真打昇進。なお、小圓朝改名については圓蔵時代に刺青を入れたのを師匠圓朝に見つかって圓蔵の名を取り上げられたためとも、旅回りの時に小圓朝を勝手に名乗ったためともいわれている。
1883年に二代目三遊亭圓楽を襲名して長らく圓楽の名でいたが、1919年4月に橘家二三蔵に圓楽の名を譲り、「三遊一朝」に改名。「一朝」は古い名跡でこの一朝は三代目ともいわれる。「一朝老」「一朝爺さん」とも、明治40年代から浅草栄久町に住んでいたことから「栄久町のお爺さん」とも呼ばれた。
晩年は、五代目蝶花楼馬楽 （のちの八代目林家正蔵）・柳家小山三が半年交代で世話をし、馬楽の自宅で亡くなった。享年83ないし84。辞世の句は『あの世にも粋な年増がいるかしら』。圓朝門下の中で最も長寿だった噺家である。

## 人物
周囲では三遊亭一朝としていたが、本人は「俺は三遊一朝だ」と主張していた。『古今東西落語家事典』では、三遊亭一朝名義で記事が載せられている。
本名は戸籍上、倉片圓蔵。かつて三代目橘家圓蔵を名乗っていたためか、いつの間にか戸籍の名前まで圓蔵になってしまっていた。
落語はそれほど上手くはなかったが、若手の稽古台として、圓楽時代から五代目三遊亭圓生・六代目三遊亭圓生親子、四代目柳家小さんなどの後の大看板となる落語家に噺を教えたことは評価される。師匠圓朝の得意ネタであった怪談噺・道具入り芝居噺は、一朝から彦六、五代目古今亭今輔が教わり現在は彦六の弟子である林家正雀が口演している。彦六から口伝された大阪の二代目露の五郎兵衛も演じていた。怪談噺も得意で幽霊役は前座の三遊亭圓坊が演じた。
余談であるが彦六は正蔵時代、名跡を自分が生きているうちに初代林家三平に返そうと考え、その場合一朝を襲名しようとも考えていたようだが、三平から「よろしいまで正蔵でいてください」と言われたため、実現はしなかった。結局一朝の名は、彦六の孫弟子である春風亭一朝（五代目春風亭柳朝門下）が引継いだ。また入門時の名である勢朝は一朝の弟弟子である春風亭勢朝が引き継いでいる。

## 芸歴
- 慶応初期∶三遊亭圓朝に入門、「勢朝」と名乗る。
- 明治初年∶二ツ目昇進、「三代目橘家圓蔵」に改名。
- 1874年∶真打昇進、「初代三遊亭小圓朝」に改名。
- 1883年∶「二代目三遊亭圓楽」を襲名。
- 1919年4月∶「三遊一朝」に改名。
- 1930年∶死去。